# Уэсслер, Сьюзан
Сьюзан Рэнди Уэсслер (Susan Randi Wessler; род. 1953, Нью-Йорк) — американский молекулярный ботаник и генетик растений.
Доктор философии (1980), заслуженный профессор Калифорнийского университета в Риверсайде, до 2010 года профессор Университета Джорджии, где трудилась с 1983 года.
Член Национальной академии наук США (1998) и ее вице-президент, член Американского философского общества (2013), иностранный член Лондонского королевского общества (2017).

## Биография
Её родители не имели высшего образования.
Выросла в Бронксе.
Первоначально хотела стать врачом, согласно желанию своей семьи.
В ботанику попала случайно.
Окончила Bronx High School of Science (1970) и Университет штата Нью-Йорк в Стоуни-Брук (бакалавр биологии с отличием, 1974). Степень доктора философии по биохимии получила в Корнеллском университете в 1980 году. В 1980—1982 годах постдок Американского общества рака на кафедре эмбриологии Института Карнеги в Вашингтоне. С 1983 года ассистент-профессор ботаники Университета Джорджии, с 1992 года полный профессор, с 1994 года заслуженный исследовательский профессор, с 2005 года регент-профессор. Профессор Howard Hughes Medical Institute (2006). С 2010 года в Калифорнийском университете в Риверсайде.
С 2011 года хоум-секретарь НАН США (первая женщина на этом посту; сменит её 1.7.2023 Nancy Andrews (biologist)).
Член советов директоров Genetics Society of America и общества Розалинд Франклин.
Ассоциированный редактор PNAS и член редколлегии Current Opinions in Plant Biology, а также совета обзорных редакторов Science.
Фелло Американской академии искусств и наук (2007) и Американской ассоциации содействия развитию науки (2006), Американского общества ботаников (2013).
Автор «Mutants of Maize» (Cold Spring Harbor Press), а также популярного учебника «Introduction to Genetic Analysis» и более 120 научных статей.
Является давней и близкой подругой Наташи Райхель, также профессора Калифорнийского университета в Риверсайде, нынешнего (с 2018) главреда PNAS.

## Награды и отличия
- Creative Research Medal (1991) и Lamar Dodd Creative Research Award (1997) Университета Джорджии
- Distinguished Scientist Award, Southeastern Universities Research Association[англ.] (2007, первый удостоенный[7])
- Stephen Hales Prize, Американское общество биологов растений (2011)
- FASEB Excellence in Science Award[англ.] (2012)
- McClintock Prize for Plant Genetics and Genome Studies[англ.] (2015)